# Ferrovia forestale

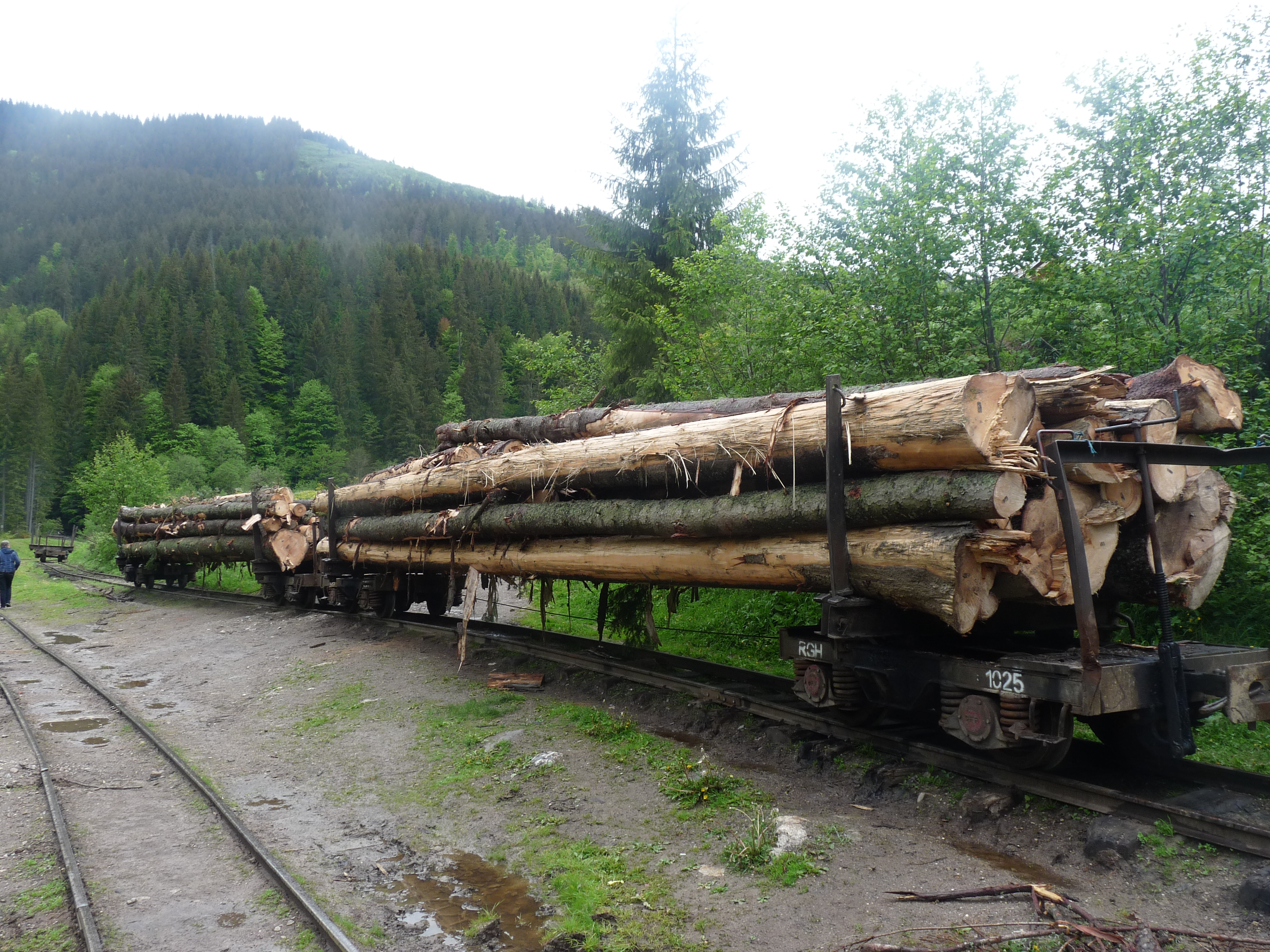
Trenino nella ferrovia forestale Vișeu de Sus (Romania)

Una ferrovia forestale è un mezzo di trasporto su rotaia che serve per fini forestali, soprattutto per il trasporto di smaltimento di legna tagliata dalle foreste alle segherie o alle stazioni per il servizio merci.

## Storia
Prima dell'invenzione della ferrovia, dove era disponibile una via fluviale i tronchi venivano trasportati in grosse quantità dai boschi sfruttando la possibilità di galleggiamento o fluitazione. Ad una chiusa i tronchi venivano spinti a valle per mezzo di inondazioni procurate artificialmente. Poiché questo tipo di trasporto non poteva escludere danni al carico merci, non era adatto per esempio per legna da costruzione di alto valore. E non era sempre a disposizione la forza idrica necessaria.

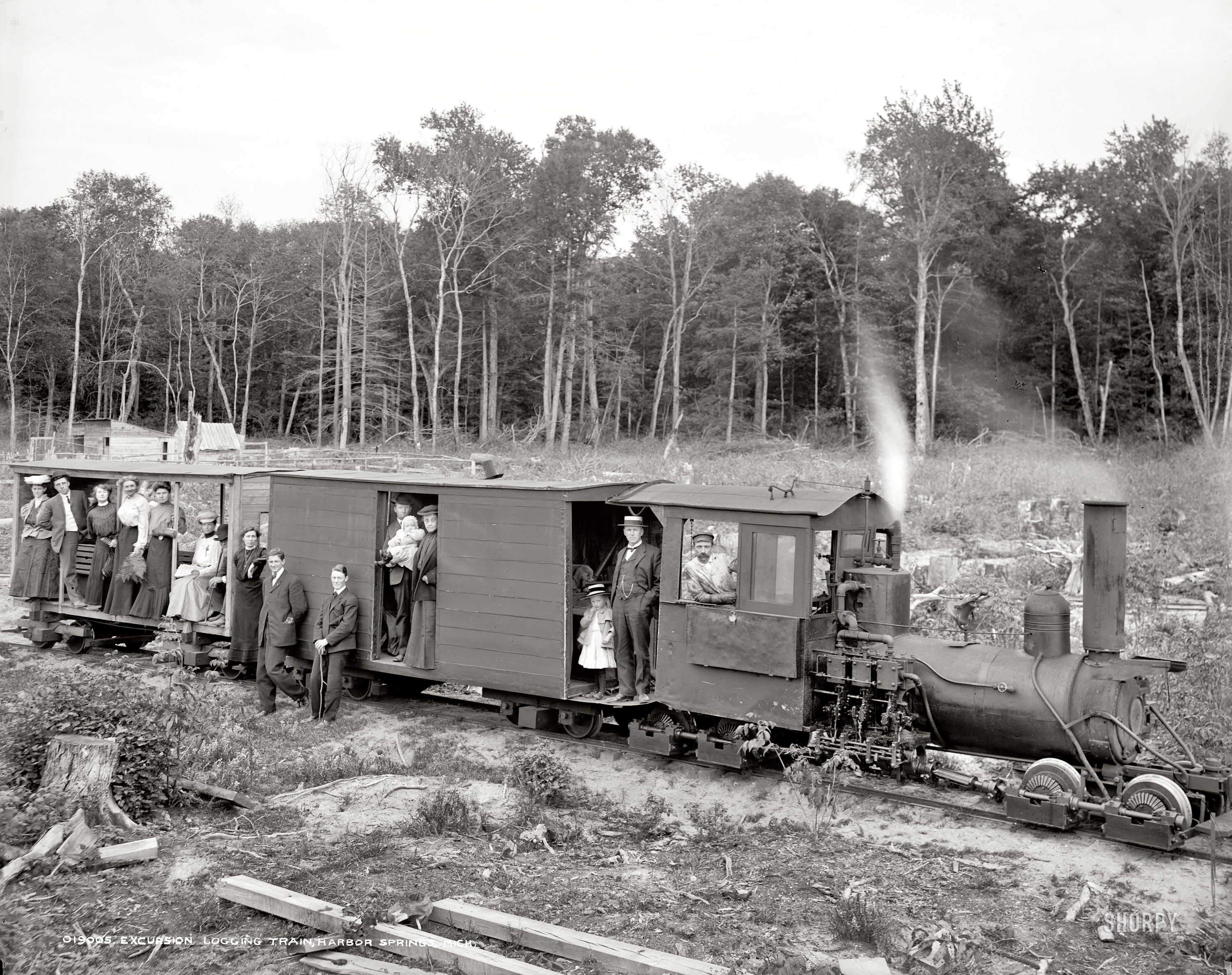
Locomotiva Shay impiegata in una ferrovia forestale nel Michigan (USA).

Semplici ferrovie a cavalli con rotaie in legno, come già venivano impiegate nell'industria mineraria, vennero impiegate a partire dal XVIII secolo. Con l'impiego della locomotiva a vapore e delle rotaie in acciaio queste vennero presto impiegate anche nella silvicoltura. A causa di queste particolari condizioni nell'attività forestale venivano impiegate per le ferrovie forestali prevalentemente ferrovie a scartamento ridotto: permettevano raggi in curva più stretti su un terreno difficile, non richiedevano un armamento ferroviario complesso ed erano trasportabili qualora vi fosse la necessità di seguire i terreni di abbattimento forestale in cambiamento con il corso del tratto. In regioni particolarmente distanti, come ad esempio nel nord-ovest degli USA sono state anche utilizzate voluminose reti di tracciato a scartamento normale esclusivamente per fini forestali; per queste reti furono anche sviluppati tipi particolari di locomotive a vapore come la Shay, il cui brevetto iniziale risale al 1881 con miglioramenti nel 1901, e la Climax, brevettata nel 1891 sempre negli USA.
La trazione avveniva in più modi. Accanto alle locomotive a vapore e in seguito alle locomotive con motore a scoppio, il trasporto a trazione animale si mantenne fino alla fine delle ferrovie forestali. Erano riscontrabili anche tratti attrezzati in maniera più spartana, dove il trasporto avveniva sfruttando la forza di gravità: sui binari sistemati in discesa costante si lasciavano scorrere fino a valle i vagonetti caricati ("Trucks"); i vagoni non potevano essere abbandonati nella discesa, quindi gli operai viaggiavano col carico sul vagone e controllavano la discesa azionando un rudimentale sistema frenante. La risalita dei vagoni vuoti avveniva con la trazione di cavalli. Tale sistema era estremamente rischioso.
A partire dalla seconda metà del XX secolo le ferrovie forestali vennero sostituite da veicoli stradali; verso la fine degli anni sessanta erano quasi interamente scomparse in Europa Occidentale. Sulle loro tracce vennero nella maggior parte dei casi ricavate strade forestali.
In alcuni paesi dell'Europa Orientale le ferrovie forestali riuscirono a resistere, almeno in parte, per diverso tempo.
Soprattutto in Russia sono presenti ancora alcune reti con tragitti di notevole dimensione. Anche in Ungheria si riscontrano oggi ancora diverse ferrovie forestali in esercizio attivo, su alcune delle quali viene offerto un programma ferroviario rievocativo turistico. Le ferrovie forestali in Romania vennero smantellate tranne qualche eccezione negli anni novanta. L'uso di tratti residui, a scopo turistico, delle ferrovie forestali è praticamente inesistente in Europa Occidentale.

## In Italia
La più importante ferrovia forestale italiana è probabilmente quella del Casentino, fatta costruire ai primi del Novecento dal cavalier Martini. Dalla cittadina di Pratovecchio, capolinea della tratta ferroviaria adibita al trasporto ordinario, il tratto ferroviario si snodava lungo i tornanti dell'Appennino fino a lambire la cittadina di Bibbiena e proseguire fino al versante adriatico. Si trattava di una ferrovia di tipo Decauville che permetteva le operazioni di esbosco e di trasporto del legname che altrimenti doveva essere trasportato lungo le cosiddette "vie del legno", spesso inagibili a causa della piovosità e del clima umido di montagna che le rendeva fangose.
Una ferrovia forestale a scartamento di 60 cm, lunga circa 18 km, venne usata nella foresta Umbra nel Gargano fino agli anni cinquanta. Un'altra importante ferrovia forestale era quella di Zoccalia, nel Pollino, che dalla Stazione di Spezzano Albanese raggiungeva le zone boschive sfruttate in concessione dalla società tedesca Rüping negli anni antecedenti la prima guerra mondiale.
Un'altra ferrovia forestale fu attiva negli anni della prima guerra mondiale e collegava Riparotonda Febbio a Quara, lungo la val d'Asta, nell'appennino reggiano.

## Ferrovie forestali in Europa

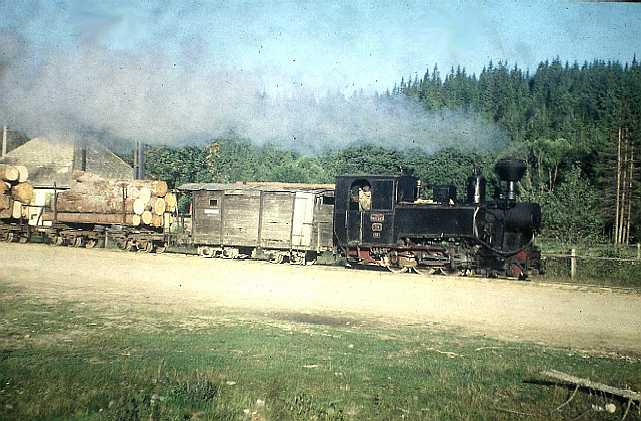
Linea ferroviaria forestale in attività a Comandău in Romania nel 1996.

### Germania
- Ferrovia Forestale di Muskau, Museumsbahn.[7]

### Austria
- Ferrovia forestale di Nasswald, Ferrovia-museo, Tragitto di recente costruzione nella Bassa Austria.[8]

### Francia
- Ferrovia forestale di Abreschviller, resto di una rete ferroviaria forestale un tempo ampia nei Vosgi, museo ferroviario.[9]

### Polonia
- Ferrovia forestale Hajnowka, Museo ferroviario[10]

### Slovacchia
- Waldbahn Hronec - Čierny Balog, Museo ferroviario[11]
- Ferrovia forestale Vychylovka, Museo ferroviario[12]

### Ungheria
- Ferrovia forestale di Lillafüred, Ferrovia forestale attiva e treni turistici
- Ferrovia forestale di Csömödér, Ferrovia forestale attiva e treni turistici[13]

### Romania
- Ferrovia della valle idrica, Ferrovia forestale attiva nell'esercizio forestale
- Ferrovia forestale di Covasna - Comandău, con elevatore obliquo, museo in costruzione.